# Carte Romanze
Carte Romanze è una rivista accademica di studi di filologia e linguistica romanza, pubblicata in open access dalla Milano University Press e sostenuta dal Dipartimento di Studi Letterari, Filologici e Linguistici dell'Università degli Studi di Milano.

## Storia e obiettivi
Fondata nel 2013, Carte Romanze si propone di promuovere studi sulla tradizione linguistica e letteraria romanza dal Medioevo al Rinascimento, con particolare attenzione alla filologia romanza, alla linguistica storica e alla letteratura medioevale e rinascimentale. La rivista accoglie contributi scientifici basati su approcci comparativi e interdisciplinari, offrendo uno spazio di confronto tra studiosi di diverse provenienze accademiche.

## Contenuti e approccio
La rivista ospita saggi e articoli originali che esplorano temi quali la poesia trobadorica, i testi epici e cavallereschi, e le tradizioni letterarie della cultura romanza medievale. Inoltre, Carte Romanze si distingue per la collana di monografie Biblioteca di Carte Romanze, pubblicata in collaborazione con Ledizioni, che approfondisce temi specifici e raccoglie contributi di studiosi affermati e giovani ricercatori.

## Processo editoriale
Gli articoli pubblicati su Carte Romanze sono sottoposti a un processo di revisione paritaria anonima (double-blind peer review), garantendo la qualità e l'affidabilità scientifica delle pubblicazioni. La rivista non richiede costi di pubblicazione per gli autori, aderendo ai principi dell’accesso aperto con licenza Creative Commons BY-NC-ND, e archivia digitalmente i contenuti presso la Biblioteca Nazionale Centrale di Firenze e nel Public Knowledge Project (PKP).

## Autori e contenuti
Nel corso degli anni, Carte Romanze ha attratto contributi di numerosi studiosi di rilievo, includendo articoli di filologi e romanisti italiani e internazionali su figure come Giovanni Boccaccio, Guillaume de Machaut e vari poeti provenzali. Oltre agli studi su opere medievali, la rivista ospita articoli su testi rari, come le edizioni critiche di poemi trobadorici e letterature epiche romanze, analizzando anche il rapporto tra testo e manoscritto. Tra i collaboratori frequenti si annoverano Alfonso D'Agostino e Anna Cornagliotti, curatori della collana Biblioteca di Carte Romanze, che raccoglie monografie su temi specifici delle letterature romanze e degli approcci di critica testuale. 